# Metabiantes zuluanus
Metabiantes zuluanus is een hooiwagen uit de familie Biantidae.